# Похороны

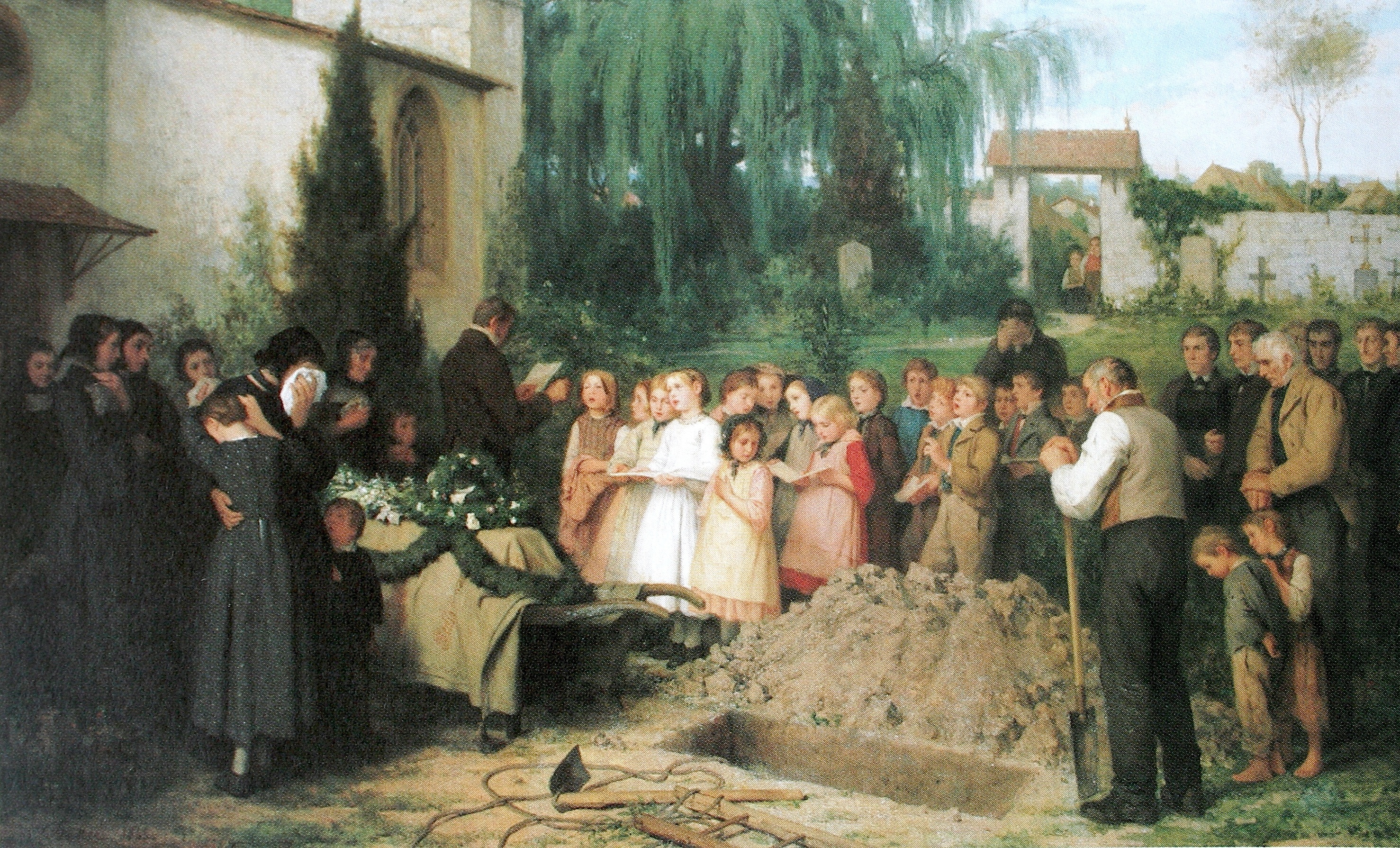
Альберт Анкер «Похороны ребёнка» (1863)

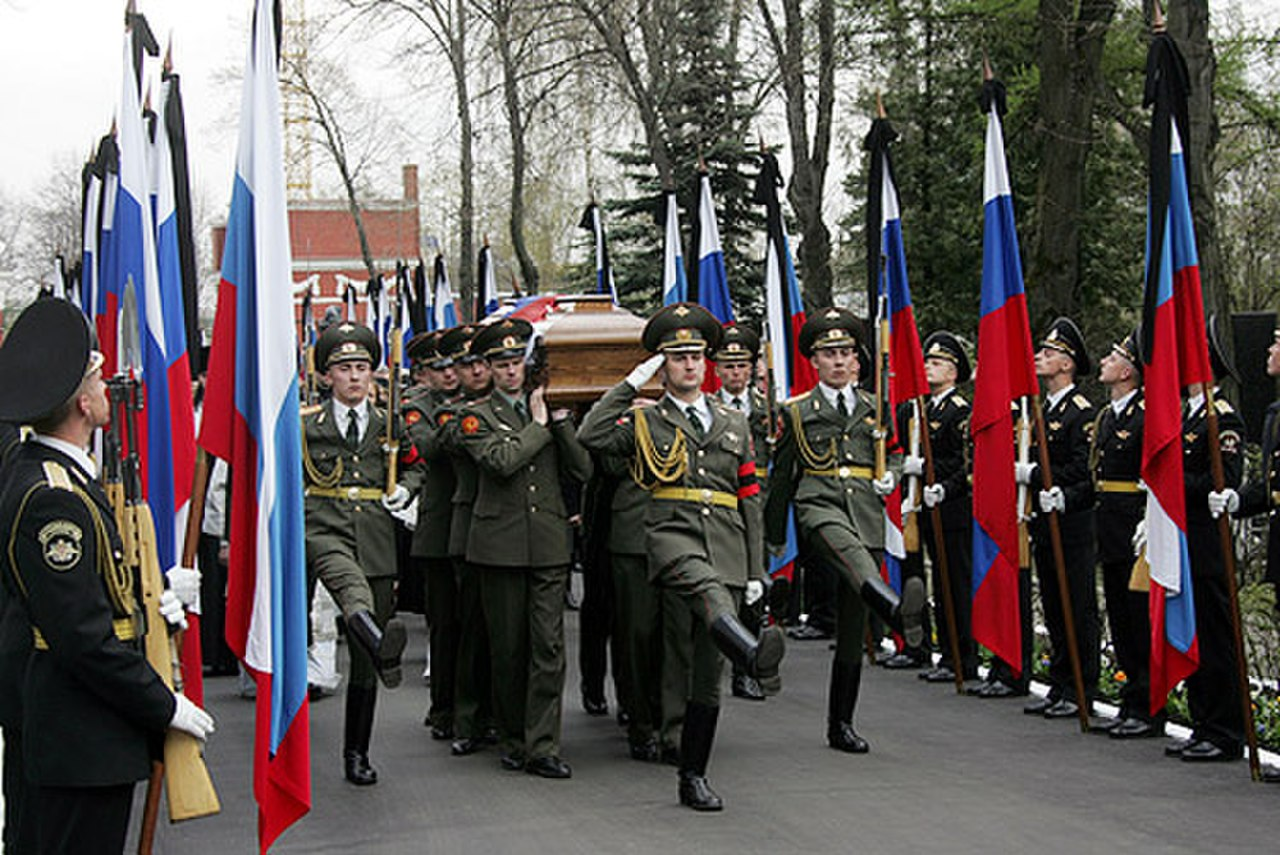
Похороны Б. Н. Ельцина. Гроб с телом первого президента России переносят к месту погребения

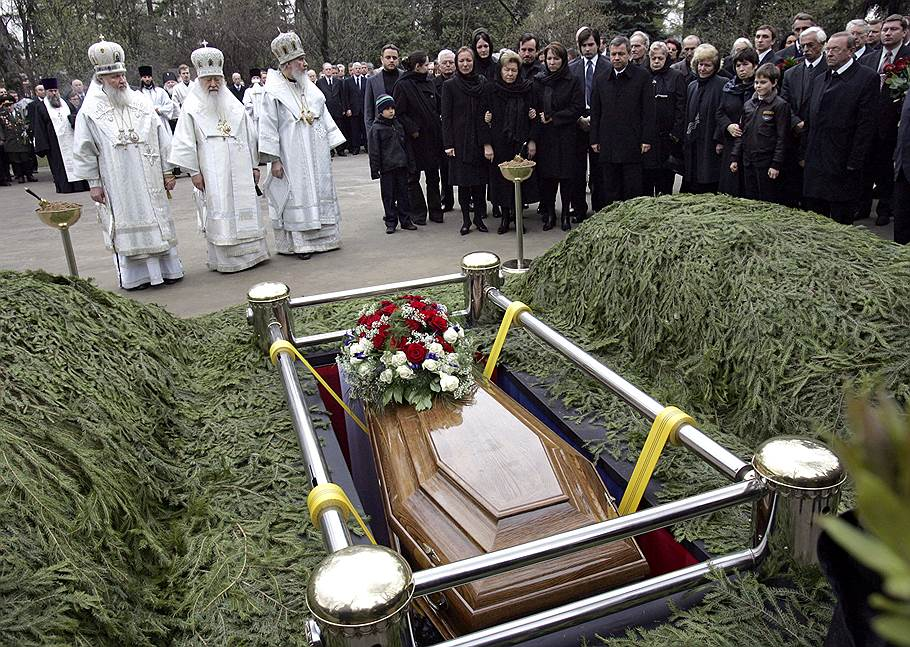
Прощание с первым президентом России Б. Н. Ельциным

По́хороны (захоронение, похоронная процессия) — совокупность обрядов и действий, представляющих собой определённый способ обращения с телом умершего человека.

## Погребение
Погребение может быть осуществлено путём предания тела (останков) земле (захоронение в могилу, склеп), или огню (кремация). В древности существовал и обряд воздушного погребения, который заключался путём подвешивания тела умершего в воздухе. Сейчас также практикуют ресомацию — растворение тела в гидроксиде калия.

### Ингумация (трупоположение)
Ингумация — научный термин, употребляемый в археологической науке для обозначения захоронения тела умершего целиком в почву, в противоположность кремации или оставлению тела на поверхности земли или в воздухе.
Погребение бывает «вытянутое» и «скорченное». При первом покойника помещали в естественном положении на спине, при скорченном — ему подгибали ноги.

#### Перезахоронение
Перемещение останков умершего в другое место, и в другую могилу.

### Кремация (сожжение)
У многих народов мира погребение заключается в процессе сожжения трупов и последующих ритуалов по обращению с образовавшимся после этого пеплом, который по традиции именуется «прах».
В древних обществах, а также в тех странах, где сохраняются древние традиции (Индия, Япония и др.) кремация проводится на погребальном костре.
В настоящее время в западном мире кремация обычно проводится в качестве обряда перед погребением праха. Осуществляется в специальных печах — крематориях, которые обычно располагаются в специально построенных для этого в непосредственной близости возле кладбищ зданиях, которые также называются крематориями.
По современным европейским правилам после кремации прах умершего помещается в погребальную урну и затем может быть захоронен различным путём.
Прах может быть захоронен в погребальной урне как обычное тело — в могилу, склеп, или в специальных хранилищах для урн с прахом, называемых колумбариями, обычно представляющих собой специально построенные стены с нишами для урн. Прах в урне может быть также захоронен в специальном шурфе.
Помимо этого существует множество способов захоронения праха — путём всыпания в могилу, рассеиванием на специальном участке на кладбище, а также развеиванием по ветру над водной или земной поверхностью, в том числе, с воздушных судов, космических аппаратов, или рассеиванием в воде (затопление в море или иных водоёмах).

## История

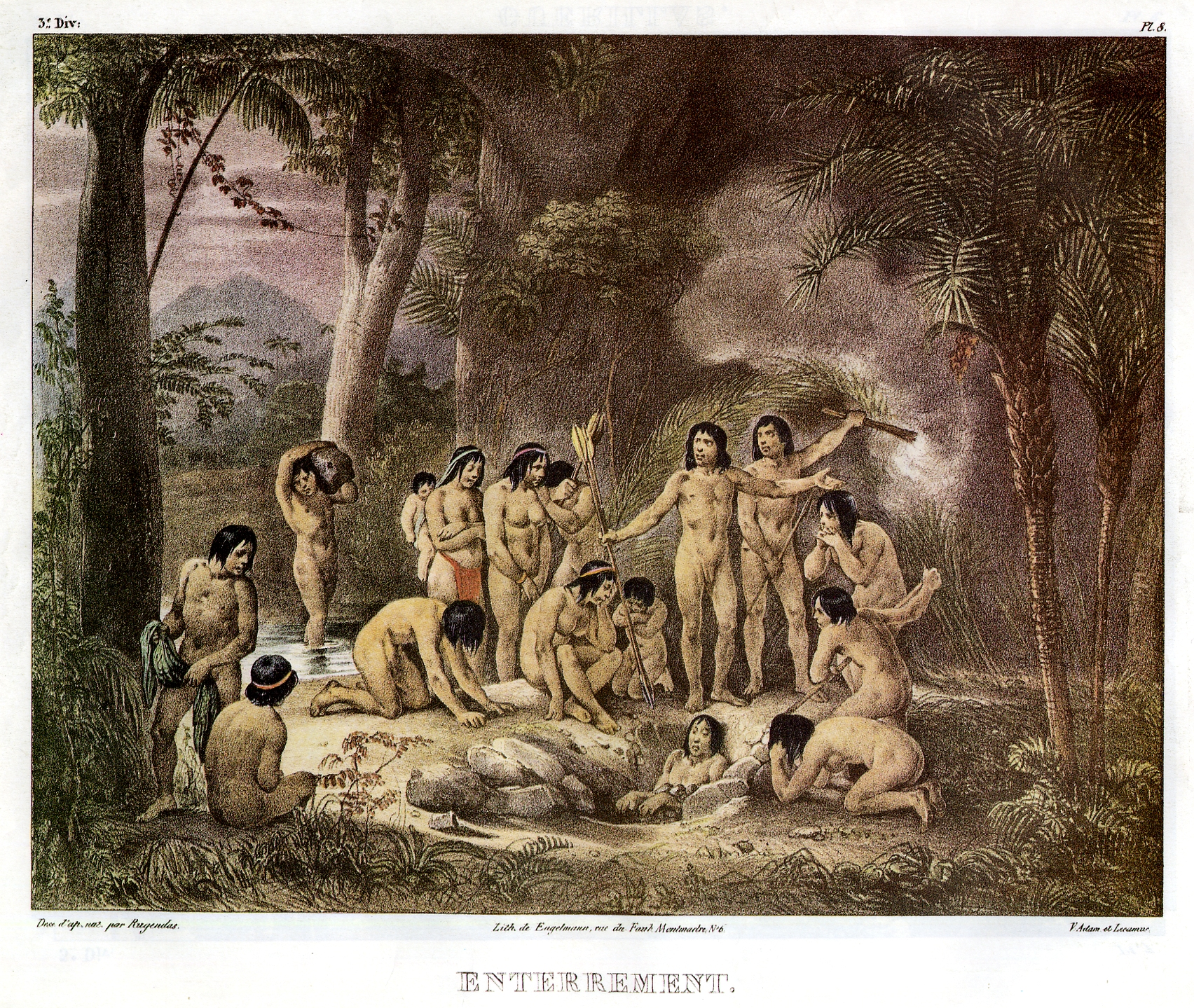
Похороны у бразильских индейцев. Худ. Йоганн Мориц Ругендас, 1835 г.

Намеренные захоронения могут быть одними из наиболее ранее замеченных форм религиозных практик, как считает Филипп Либерман (англ. Philip Lieberman), что может показать «беспокойство о мертвом, которое превышает повседневную жизнь». Хотя и оспариваемые, данные свидетельствуют, что неандертальцы были первыми человеческими особями, которые намеренно хоронили умерших, делая это в мелких могилах вместе с каменными инструментами и костями животных. Образцовые места включают Шанидар в Ираке, Кебару в Израиле и Крапину в Хорватии. Некоторые ученые, однако, утверждают, что от этих тел, возможно, избавились по светским причинам.
Самое раннее не оспариваемое человеческое погребение, обнаруженное до сих пор, датируется 130-ю тысячами лет назад. Человеческий скелет, запятнанный красной охрой, был открыт в пещере Скул в Израиле. Множество погребальных предметов присутствовало на этом месте, включая нижнюю челюсть кабана в руках одного из скелетов. На доисторические кладбища ссылаются более нейтральным термином «могильные поля». Они — одни из главных источников информации о доисторических культурах, и многочисленные археологические культуры определены их похоронными обычаями, такие как культура полей погребальных урн или Бронзовый век.

## Религиозные традиции

### Православные похороны

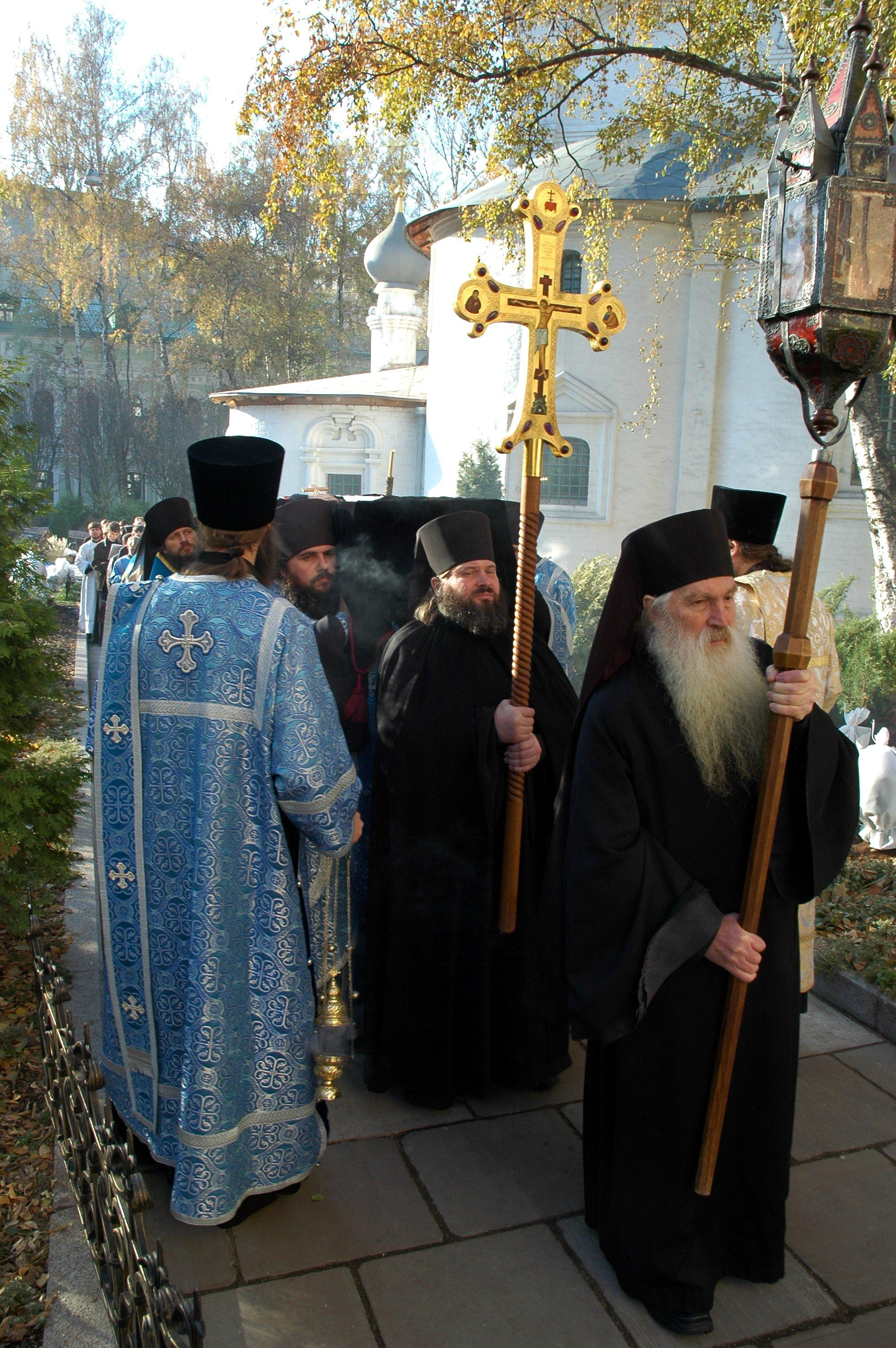
Обнесение вокруг храма тела почившего священника после его отпевания (Сретенский монастырь)

Погребение усопших — важнейший христианский обряд. Церковь смотрит на земную жизнь, как на приготовление к жизни вечной, в которой будет участвовать и тело, которому, по слову апостола, подобает стать нетленным и бессмертным. С православной точки зрения, смерть человека — «успение», засыпание, переход в мир иной, рождение в вечность. Умерших людей принято называть «усопшими», то есть уснувшими. Благоговейное отношение к телу умершего напрямую связано с главным догматом христианства — Догматом о всеобщем воскресении людей и будущей жизни. По учению православной церкви со смертью человек не исчезает, не уничтожается, он засыпает телом, а душой на встречу с Богом и частный суд. Умерший «спит», оставаясь при этом человеком, отсюда название «покойник», то есть спокойный человек, тот, кто «в покое», «на отдыхе у Бога». Поэтому в Христианской церкви принято тщательно подготавливать тело к погребению. Заботясь о достойном погребении человека, православные христиане выражают свою веру во всеобщее воскресенье из мёртвых.
Многие погребальные обряды напоминают обряд крещения, тем самым говоря: как через таинство Крещения человек возрождается от жизни греховной к жизни святой и богоугодной, так и через смерть истинный христианин возрождается для новой, лучшей и вечной жизни со Христом.
Образ погребения усопших дан в Евангелии, где описано погребение Иисуса Христа. Православный обряд приготовления тела усопшего к погребению сохранился с ветхозаветных времён и выражается в омовении тела, облачении его, положении во гроб.

#### Подготовка к погребению
Согласно православной традиции к умирающему человеку (при необходимом условии, чтобы он находился в сознании и адекватном состоянии) обязательно зовут священника, который совершает над ним таинство соборования для исцеления и отпущения грехов. По правилам христианской Церкви таинство должно совершаться собором, то есть семью священниками. Однако в русском православном обиходе человека соборует один священник, но семикратно. Соборование проводится у постели больного в присутствии родственников и соседей, стоящих с зажжёнными свечами в руках. Далее священник исповедует умирающего и причащает его, а в минуты разлучения души с телом совершает канон на исход души. Он читается «от лица человека, с душою разлучающегося и не могущего глаголати», и иначе называется отходной молитвой. По церковному обычаю умирающий просит у присутствующих прощения и сам их прощает. В момент смерти, по учению церкви, человек испытывает чувство томления. При выходе из тела душа встречает Ангела-Хранителя, данного ей в Крещении, и злобных духов — бесов. Облик бесов так ужасен, что при их виде душа мечется и трепещет.

Канон на исход души в отсутствие священника должны прочитать родные и близкие умирающего. Его не обязательно читать рядом с умирающим, если человек умирает в больнице, канон можно читать дома. Если христианин испускает дух во время чтения канонов, то их дочитывают с заупокойным припевом:
«Покой, Господи, душу усопшаго раба Твоего (усопшия рабы Твоея) (имярек) (поклон), и елико в житии сем яко человек согреши, Ты же, яко Человеколюбец Бог, прости его (ю) и помилуй (поклон), вечныя муки избави (поклон), Небесному Царствию причастника (причастницу) учини (поклон), и душам нашим полезная сотвори (поклон)».
Если человек долго и тяжело страдает и не может умереть, то родственники могут прочесть другой канон — «Чин, бываемый на разлучение души от тела, внегда человек долго страждет». Оба этих канона есть в полных православных молитвословах. Моление должно быть усилено, чтобы облегчить кончину. Можно окропить умирающего святой водой со словами: «Благодать Святого Духа, освятившего воду сию, да избави душу твою от всякого зла».
Омовение преследует не только гигиеническую цель (так как после смерти вследствие полного расслабления мышц часто происходит самопроизвольное опорожнение кишечника и мочевого пузыря, кроме того на теле может остаться грязь, кровь, пот, гной и др. выделения организма), но рассматривается и как очистительный обряд. По церковному вероучению, умерший должен предстать пред Богом в чистоте и непорочности, полученной человеком в момент крещения. Этот обряд не имеет строгих канонов и его выполнение зависит от конкретного региона и обстоятельств его проведения. В экстремальных ситуациях (например, в случае смерти в дали от дома) умершего может обмыть любой взрослый человек, оказавшейся рядом в минуту смерти.
Сама процедура выглядит следующим образом. Сначала покойного полностью раздевают, освобождая от всех одежд. Затем тело мирянина омывают тёплой, но не горячей, водою с мылом. Для того, чтобы было удобнее обмывать покойника, на полу или скамье стелют клеёнку и покрывают её простынёй. Сверху кладут тело усопшего человека. Берут один тазик с чистой водой, а другой — с мыльной. Губкой или мягкой тряпкой, смоченной в мыльной воде, омывают всё тело, начиная с лица и кончая ногами, затем омывают чистой водой и вытирают насухо полотенцем или холщовой тряпкой. В последнюю очередь омывают голову и причесывают умершего. При омовении читают Трисвятое и «Господи, помилуй».
Омытое тело умершего облекают в новую и, главное, чистую одежду (она должна быть впору, ни велика и ни мала). Новая одежда символизирует обновление по воскресении, а белый цвет одежды указывают на духовную чистоту, знаменует собой, что усопший приготовился предстать суду Божию и желает остаться в этом суде чистым. На усопшем обязательно должен быть нательный крестик (если сохранился — крестильный). Если в момент смерти крестика на нём не было, то его необходимо надеть на него. Затем покойника одевают в одежду его земного служения, во свидетельство веры в воскресение мёртвых и будущий суд, на котором каждый христианин даст Богу ответ не только по долгу христианскому, но и ответит за вверенное ему на земле служение. Не следует надевать на почившего православного христианина галстук. Голову христианки покрывают большим платком, полностью закрывающим волосы, причём его концы можно не завязывать, а просто сложить крест-накрест. Мужчин хоронят наоборот с непокрытой головой. Молодых девушек, умерших незамужними в некоторых регионах хоронят в подвенечном наряде. Одевает покойника тот же человек, который обмывал.
Потом покойника кладут на специально подготовленный стол или лавку, лицом вверх, головой в красный угол, то есть на восток. Поверх обычной одежды до пояса усопшего христианина укрывают саваном — белым покрывалом с изображением Распятия, напоминающим о тех белых одеждах, в которые облекают младенца при крещении. Это свидетельствует, что умерший находится под покровом Христа и сохранил до конца жизни обеты, данные им при крещении. На лоб покойного кладётся венчик — длинная бумажная или тканевая полоска с изображением Спасителя с предстоящими Богородицей и Иоанном Предтечей и текстом Трисвятой песни — в знак принадлежности новопреставленного к светлому сонму чад Церкви Христовой и верности ей до конца. Возложение венчика на лоб умершего символизирует венец славы, который, по учению церкви, получает в Царствии Небесном христианин за свою праведную жизнь. Венчик и покров можно приобрести в любом православном храме.
Глаза почившего должны быть закрыты, уста сомкнуты. С этой целью челюсть покойника подвязывают, а на веки кладут монеты (чтобы глаза самопроизвольно не открылись впоследствии, из-за сокращения мышц). Конечности, если возможно, выпрямляют и фиксируют (связывают), чтобы умерший находился в таком положении вплоть до погребения (развязывают их уже перед самым выносом тела из дому). Руки покойного складывают крестообразно на груди (правая поверх левой), изображая Животворящий Крест Господень, в свидетельство веры в Распятого Иисуса Христа и того, что он предал свою душу Христу. В левую руку усопшего вкладывают крест, а на грудь кладут икону (для мужчин — образ Спасителя, для женщин — образ Божией Матери), так чтобы изображение было повернуто к лицу покойного. Можно также вложить Распятие (существует специальный погребальный тип Распятия), или образ небесного покровителя. Вокруг покойного крестообразно зажигают свечи (одну у головы, другую у ног и две свечи по бокам с обеих сторон) в знак того, что умерший перешёл из тьмы земной жизни в область вечного света, в лучшую загробную жизнь. Нужно сделать всё необходимое, чтобы ничто лишнее не отвлекало внимания от молитвы о его душе. По обычаю православной церкви над телом усопшего с момента кончины до самого погребения должно вестись непрерывное чтение Псалтири его близкими поочередно. Если тело покойного находится вне дома, его домашние всё равно читают дома Псалтирь — считается, что душа покойного витает среди них. Чтение Псалтири прерывается только, когда при гробе служится панихиды. Наряду с панихидами принято служить заупокойные литии, особенно за недостатком времени (лития заключает в себе последнюю часть панихиды). По учению Православной Церкви, в то время как тело человека лежит бездыханным и мёртвым, душа его проходит страшные мытарства — своего рода заставы на пути в иной мир. Для облегчения мытарств души до отпевания наряду с чтением Псалтири священник или родственники покойного читают также канон «Последование по исходе души от тела» из молитвослова.
Когда наступает время полагать покойника во гроб, священнослужитель окропляет святой водой тело почившего и сам гроб в ознаменование того, что это вместилище (ковчег), в котором тело умершего будет покоиться до Второго Пришествия Христова. Под голову и плечи (иногда и под ноги) покойника кладут подушку, которую обычно делают из ваты или сухой травы, тело в гробу оставляют до пояса прикрытым саваном.
За час — полтора перед выносом гроба из дома служат заупокойную литию, сопровождаемую каждением. Считается, что, подобно струящемуся вверх от кадила фимиаму, возносится на Небеса душа покойного. Над телом умершего ещё раз читается «Последование по исходе души от тела». За 15-20 минут до выноса тела в помещении остаются только родные и близкие для прощания с умершим.
Далее гроб с телом скончавшегося христианина выносят из дома ногами вперёд под пение Трисвятого в ознаменование того, что умерший при жизни исповедовал Живоначальную Троицу и теперь переходит в царство бесплотных духов, окружающих престол Вседержителя и немолчно воспевающих Ему трисвятую песнь и направляются в церковь на отпевание. Отпевание, так же, может происходить «на дому» или на кладбище, в зависимости от желания родственников усопшего.

#### Отпевание
Отпевание и погребение по возможности совершаются на третий день (при этом в отсчёт дней всегда включается самый день кончины даже если она наступила за несколько минут до полуночи, то есть для умершего в воскресенье до полуночи третий день придется на вторник). По традиции хоронят покойного в светлое время суток.
Утром, после заупокойной Литургии, совершается чин погребения. Отпевание чаще всего совершают в храме, но вполне допустимо провести его и в доме умершего, такое отпевание вполне соответствует норме. Если чин погребения проходит в храме, то гроб с телом умершего ставят посреди церкви лицом к алтарю и по четырём сторонам гроба зажигают свечи. Гроб должен быть открыт, если тому нет серьёзных препятствий.
Служба отпевания состоит из многих песнопений, отчего и получила своё название. В конце отпевания, по прочтении Апостола и Евангелия, священник читает разрешительную молитву, в которой Церковь молит Господа простить усопшему грехи и удостоить его Царства Небесного. Этой молитвой усопший разрешается (освобождается) от обременявших его запрещений и грехов, в которых он покаялся или которые не мог вспомнить на исповеди, и усопший отпускается в загробную жизнь примиренным с Богом и ближними. Текст этой молитвы сразу по её прочтении вкладывается в правую руку усопшего.
Все молящиеся имеют в руках горящие свечи. На отдельно приготовленный столик возле гроба ставят поминальную кутью, со свечой посередине. После разрешительной молитвы происходит прощание с покойным. Родные и близкие усопшего обходят гроб с телом, с поклоном, в последний раз целуют умершего — прикладываются к иконе на груди усопшего и к венчику на лбу. В том случае, когда отпевание происходит при закрытом гробе, целуют крест на крышке гроба. При этом надо мысленно или вслух попросить у усопшего прощения за все те вольные и невольные обиды, которые были допущены к нему при жизни, и простить то, в чём был виновен он сам. Во время прощания поются стихиры как бы от лица покойного. Когда прощание закончено, священник навсегда закрывает лицо умершего покрывалом-саваном (тело должно быть покрыто целиком). Далее священник крестообразно посыпает землёй (или чистым речным песком) закрытое простынёй тело, от головы к ногам и от правого плеча к левому, с тем, чтобы получить правильные линии креста со словами: «Господня земля и исполнение ея, вселенная и вси живущии на ней», — знаменуя угасшую, но богоугодную жизнь на земле. Лицо умершего обращают к выходу. После этого гроб закрывается крышкой, заколачивают гвоздями и открывать его вновь ни под каким предлогом не дозволяется. Так заканчивается отпевание. Под пение Трисвятого гроб ногами вперёд выносится из храма и ставится на катафалк. По церковной традиции, впереди похоронной процессии несут крест или икону Спасителя, затем могут следовать хоругви (церковные знамёна), после идёт священник с кадилом и свечой, а за ним несут гроб с почившим; за гробом идут родные, близкие, а за ними прочие участники похорон с цветами, венками.

#### Погребение

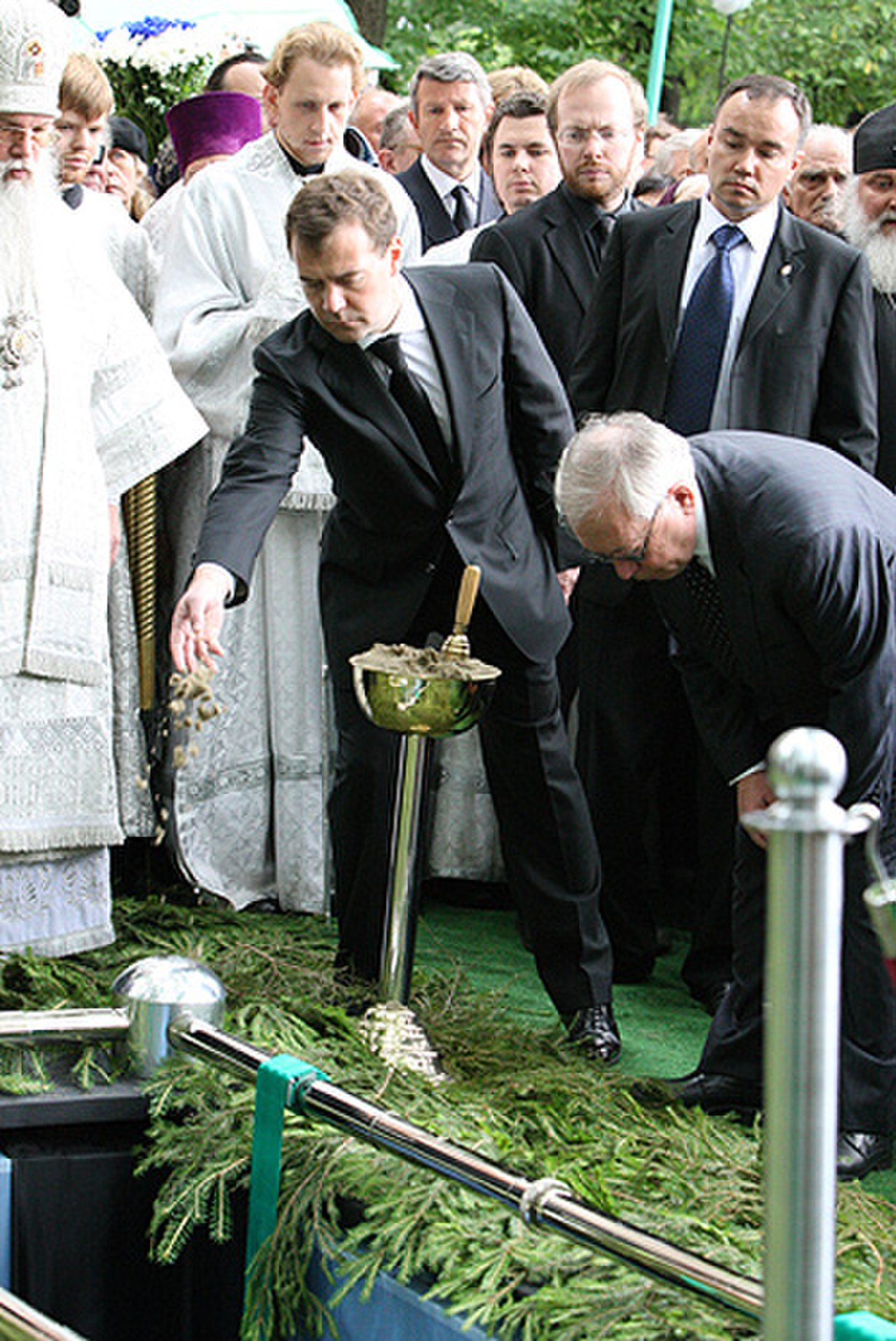
Похороны А. И. Солженицына

Гроб опускают в могилу так, чтобы покойный лежал головой на запад и ногами на восток, следовательно, его лицо будет обращено на восток. Это знак ожидания наступления Утра вечности, Второго пришествия Иисуса Христа, а также знак, что усопший идёт от заката (запада) жизни к вечности (востоку). Гроб опускают в могилу на полотенцах или веревках. При опускании гроба также поётся Трисвятое, эта песня ангелов означает, что усопший переходит в ангельский мир. Также, по традиции иногда поют «Ныне отпущаеши». Совершенно неуместна при христианском погребении музыка. В православном храме за богослужением инструментальная музыка не употребляется, не нужна она и при погребении, которое представляет собой богослужебный обряд. Все присутствующие держат в руках зажжённые свечи. Пение может продолжаться до тех пор, пока над могилой не вырастет холмик и цветы с венками не закроют его. 

Первым со словами: «Господня земля и исполнение ея, вселенная и вси живущии на ней» — бросает землю священник, изображая при этом на крышке гроба крест (в отсутствие священника это может сделать кто-либо из благочестивых мирян, используя землю, благословленную священником в храме). Затем каждый, кто провожает умершего в последний путь должен бросить в могилу свою горсть земли. 
Над могильным холмиком устанавливается крест, как символ Спасения (крест ставится из любого материала, но обязательно правильной формы), он устанавливается у ног покойного, Распятием к лицу усопшего, чтобы при воскресении, восстав из гроба, христианин смог взирать на предвестие победы Христа над смертью, над дьяволом. Можно также установить любой памятник, главное, чтобы на нём было изображение православного креста, однако по православному обычаю ставить памятник на могиле не принято (ставить памятник на могиле покойника принято по католическому обычаю). На могильный холм устанавливают венки, в центре — кладут цветы. Теперь все желают покойному Царствия Небесного и уходят поминать усопшего. 

Следует отметить, что могилы христиан должны содержаться в чистоте и порядке, быть благоустроенными и ухоженными.
Особо регламентировались погребальные обряды лиц, причисленных к царской фамилии.

### Погребение в исламе
В Коране утверждается, что «ни одному человеку Мы не давали вечной жизни» (аль-Анбия, 34), «Каждая душа вкусит смерть» (аль-Анбия, 35), «Но Аллах не отсрочит ни одной душе, коль скоро наступит определённый для неё (души) срок. Аллах знает о ваших деяниях и воздаст вам за них» (аль-Мунафикун, 11).
Над мусульманином, уже находящимся при смерти, совершаются особые обряды. Погребальные обряды сложны, поэтому осуществляются под руководством духовных лиц и сопровождаются особыми погребальными молитвами.
Умирающего кладут на спину таким образом, чтобы ступни его ног были обращены в сторону Мекки. Если это невозможно, то кладут на правый или левый бок лицом к Мекке. Умирающему так, чтобы он слышал, читают молитву «Калимат-шахадат»: «Ла илаха илла-Ллаху, Мухаммад расулу-Ллахи» («Нет Бога кроме Аллаха, Мухаммад Посланник Аллаха»).
Муаз бну Джабаль приводит такой хадис: «Сказал Пророк, что тот, у кого последним словом будут слова „Калимат-шахадат“, обязательно попадёт в рай». Согласно хадису, желательно читать умирающему суру «Ясин».
Возле умирающего находятся те, кто лучше всех знает его, ибо если умирающий не сможет нормально изъясняться, они лучше других смогут понять, что ему нужно. Возле умирающего не ведут слишком громкий разговор, сильно не причитают и не плачут.
После смерти мусульманина над ним совершается следующий обряд: покойному подвязывают подбородок, закрывают глаза, выпрямляют руки и ноги, накрывают лицо. На живот покойного кладут тяжёлый предмет (во избежание вздутия). После смерти не стригутся волосы, ногти, не удаляются коронки.

#### Купание усопшего
Над умершим совершается обряд омовения (вуду) и купания водой (гусль). Как правило, умершего омывают и обмывают три раза: водой, содержащей кедровый порошок; водой, смешанной с камфорой; чистой водой. Если мусульманин был облачен в ихрам (одежда паломника) и умер во время паломничества, не успев обойти вокруг Каабы, то его омывают и обмывают чистой водой без примеси кедрового порошка и камфоры.
Обмывающий произносит слова «бисми-Ллях» (Именем Аллаха) и начинать обмывать тело с правой стороны и мест совершения малого омовения. Покойника кладут на жесткое ложе таким образом, чтобы его лицо было обращено к кибле. Такое ложе всегда имеется при мечети и на кладбище. Окуривают помещение благовониями. Умершего раздевают перед обмыванием и накрывают половые органы материей. Гассал (омывающий) три раза моет руки, надевает на себя что-либо вроде сарафана, защитные перчатки и что-нибудь на ноги, чтобы защитить их от стекающей воды, затем, надавливая на грудь умершего, проводит ладонями вниз по животу, чтобы вышло содержимое кишечника, затем обмывает половые органы, просунув левую руку под ткань, их прикрывающую. При этом запрещается смотреть на гениталии покойного. Гассал меняет перчатки, смачивает их и протирает покойнику рот, чистит нос, моет лицо. Затем он моет обе руки по локти, начиная с правой. Такой порядок омовения одинаков как для женщин, так и для мужчин. Разве что женщине следует заплести волосы в три косы (или три хвостика).
Затем производится полное обмывание. Лицо покойного и его руки по локоть моются три раза. Смачиваются голова, уши и шея. Моются ноги по щиколотку. Голову и бороду моют с мылом, желательно тёплой водой, содержащей гулькаир (кедровый порошок). Покойного кладут на левый бок и моют правый бок: льют воду, протирают тело, затем снова льют воду. На материю, прикрывающую половые органы, только льется вода. Эти места уже не протираются. Всё это проделывается три раза. То же самое проделывают, положив умершего на правый бок. Затем снова, положив на левый бок, омывают водой три раза. Запрещается класть грудью вниз, чтобы вымыть спину. Слегка приподняв за спину, поливают на спину. Положив покойного, снова проводят ладонями вниз по груди, надавливая, чтобы вышли остатки испражнения. Если после этого произойдет выход испражнений, то обмывание уже не производится (только очищают загрязнённое место). Обмывать тело умершего следует нечётное количество раз. Обязательно обмывать покойного один раз. Свыше трёх раз — считается излишним. Мокрое тело покойного вытирается полотенцем, лоб, ноздри, руки, ноги покойника смазываются благовониями (Миски-анбар, Зам-Зам, Кофур и т. д.).
В омовении и обмывании участвуют не менее четырёх человек. Гассалом (омывающим) бывает близкий родственник, его помощник, который поливает тело водой. Остальные помогают поворачивать и поддерживать тело умершего в процессе обмывания. Мужчины не обмывают женщин, а женщины не обмывают мужчин. Однако разрешается обмывать маленьких детей противоположного пола. Также жена может обмывать тело своего мужа и наоборот. В случае, если умерший — мужчина, а среди окружающих его были одни женщины (и наоборот), то производится только таяммум. Гассал не говорит о физических недостатках и изъянах покойного, о которых он узнал во время ритуала. Обмывание может производиться как безвозмездно, так и за определённую оплату. Могильщику и носильщикам также может быть оплачена их работа.
Омовение умершего мусульманина является обязательным. Единственное исключение из этого правила — шахиды, погибшие в бою за веру. Ему гарантирован рай, куда он попадёт, минуя все испытания в могиле и в мусульманском чистилище. Поэтому над ним не производят обряд омовения, даже если он до момента гибели был в состоянии осквернения, не заворачивают в саван, а хоронят в окровавленной одежде, в которой он принял смерть и не совершают джаназу (погребальную молитву). Иногда шахидов хоронят в том же месте, где они погибли.
Шариат запрещает хоронить умершего человека в одежде. Его окутывают в кафан (саван). Кафан изготавливается из белого полотна. Мусульмане никогда не хоронят людей в гробах. Для этого используют специальные похоронные носилки (тобут).
Тобут представляет собой носилки с раздвижной крышкой, и обычно имеется при мечети и на кладбище. На тобут стелют одеяло, на которое кладут тело покойного, затем крышка закрывается и покрывается материей. По некоторым обычаям сверху кладётся одежда покойного, чтобы молящиеся знали, кого хоронят — мужчину или женщину. Выносят покойного ногами вперед. Во дворе — переворачивают. Несут покойного на кладбище головой вперёд. Перед тем, как внести на кладбище, носилки ставят на специальное возвышение. Все присутствующие мужчины совершают особый намаз — погребальную молитву джаназа.

Джаназа-намаз над телом Валиуллы-хазрата Якупова во дворе Апанаевской мечети. Тело погибшего завернуто в кафан и покрыто зелёным покрывалом. (2012 г.)

#### Джаназа
Особое значение придается погребальной молитве. Она совершается имамом мечети или лицом, его заменяющим. Тобут устанавливается перпендикулярно направлению Каабы, куда должна быть обращена и голова упокоенного мусульманина. Ближе всех к гробу стоит имам, за ним рядами стоят собравшиеся. Отличие от обычных молитв состоит в том, что здесь не совершаются поясные и земные поклоны. Погребальная молитва состоит из 4-х такбиров (Аллаhу Акбар), обращений к Всевышнему с просьбой о прощении грехов и милости к покойному и приветствия (направо и налево). Перед началом молитвы имам трижды повторяет «Ас-Салат!», то есть «Приходите на молитву!». Перед молитвой имам обращается к собравшимся на молитву и к родственникам усопшего с вопросом, есть ли за усопшим долги, не выплаченные им при жизни, (или, наоборот остался ли ему кто-то должен) или был в споре с ним и просит простить его или рассчитаться с родственниками. Без чтения молитвы над покойным похороны считаются недействительными. Если умер ребёнок или новорожденный, имеющий жизненные признаки (крикнул, например, перед смертью), то молитва обязательна. Если ребёнок родился мертвым, молитва нежелательна. Молитву читают, как правило, после омовения и окутывания умершего в саван.
Совершают заупокойную молитву за пределами мечети, в специально отведенном месте. Если умерший мужчина, имам должен стоять во время молитвы над его головой, а если женщина, то на уровне середины туловища.

#### Похороны (Дафн)
Обычно хоронят умершего как можно скорее. Правоверного мусульманина обязательно должны похоронить в день смерти до захода солнца. Если человек умер ночью, то хоронят на следующий день и также нужно успеть до заката. Хоронят умершего на ближайшем кладбище. Такая поспешность объясняется жарким климатом южных стран, откуда по свету пошёл ислам, в котором тела начинают разлагаться очень быстро — затем правила были вписаны в шариат. До спуска тела в могилу его три раза приостанавливают у самой могилы, а перед самим спуском приподнимают как можно выше вверх — и тем самым как бы препоручают вышним силам. Когда умершего кладут на землю, голова его должна быть повёрнута в сторону киблы. В могилу тело опускается ногами вниз в сторону Киблы, а когда женщину опускают в могилу, над ней держат покрывало, чтобы мужчины не смотрели на её саван. У могилы собираются исключительно мужчины, женщины оплакивают дома. Опускают тело в могилу только мужчины (обычно родственники), даже если это тело женщины. В могилу бросают горсть земли, говоря на арабском языке айят из Корана (2:156), в переводе означает: «Все мы принадлежим Богу и возвращаемся к Нему». Засыпанная землёй могила возвышается в виде холмика над уровнем земли на четыре пальца. Затем могилу поливают водой, семь раз бросают на неё по горсти земли и читают молитву айят из Корана (20:57), в переводе означает: «Из Него мы сотворили вас и в Него возвращаем вас, из Него изведем вас в другой раз».
С погребальным обрядом связано чтение аятов из Корана. Согласно завету Пророка Мухаммеда, читается сура «Аль-Мульк», которая сопровождается многочисленными просьбами, обращенными к Аллаху Всевышнему, чтобы Он смилостивился над покойником. В молитвах, особенно после похорон, чаще всего упоминается имя умершего, причем о нём говорится только хорошее. Необходимы молитвы, просьбы к Аллаху, так как в первый же день (ночь) в могиле появляются Ангелы Мункар и Накир, которые начинают «допрос» покойного, и молитвы должны способствовать облегчению его положения перед «подземным судом».
Могила сооружается по-разному, в зависимости от рельефа местности, в которой живут мусульмане. Шариат требует хоронить тело таким образом, чтобы не ощущался запах, и хищники не могли бы вытащить его. Шариат не запрещает оплакивания умершего, однако строго запрещается делать это громко. Пророк сказал, что умерший мучится, когда его семья оплакивает его.
Особенность мусульманских кладбищ в том, что все без исключения могилы и надгробные памятники обращены фасадами в сторону Мекки (юго-запад), а на памятниках отсутствуют фотографии, это запрещается шариатом. Эпитафии на памятниках строгие, ограничиваются словами из Корана, общей информацией об умершем человеке и датами его рождения и смерти. Мусульмане, проходящие мимо кладбища, читают любую суру из Корана, ориентируясь в направлении молитвы по расположению надгробий. Хоронить мусульманина на немусульманском, а немусульманина на мусульманском кладбище строго запрещается, так как согласно шариату, захоронение рядом неверного оскверняет могилы правоверных. Также шариат не одобряет различные надмогильные постройки (мавзолеи, гробницы, склепы и т. п.).

### Иудейские ритуалы, связанные со смертью и похоронами
Своеобразный образ жизни евреев (иудеев) основан на определённых представлениях о Боге и о месте человека в обществе и во Вселенной. Точно так же ритуалы, связанные со смертью и похоронами у евреев отображают определённое отношение к Богу, к природе и к проблеме добра и зла. Все эти ритуалы сопровождаются вербальными молитвами на иврите, погребальной процессией в сочетании с молчанием или соответствующими речами. Весь похоронный обряд от момента смерти до закрывания гроба для мужчин выполняют исключительно мужчины, а для женщин — женщины.

#### Смерть
Так как в иудаизме особый акцент делается на священности и неприкосновенности жизни, у евреев запрещена эвтаназия и любая помощь, способствующая людям уйти в мир иной. Умирающего человека нельзя оставлять одного. К нему следует относиться с уважением и любовью вплоть до последнего момента его пребывания на земле. Одна из еврейских заповедей гласит «оставайтесь у постели умирающего человека». Если человек не в состоянии произнести предсмертную исповедь (видуй), то ему помогают её произнести. Покаяние перед смертью даёт человеку возможность отойти в мир иной без грехов. Еврей должен знать наизусть слова этой молитвы, поскольку человеку не известно, когда он умрёт.

#### Хевра Кадиша
Ещё до смерти, в последние часы жизни человека, принято вызывать к нему раввина, чтобы он помог умирающему подготовить себя к достойному уходу из жизни. В иудаизме тело считается священным вместилищем души и поэтому к нему относятся с надлежащим уважением. Большинство синагог помогают в подготовке к похоронам. Во многих общинах есть Хевра каддиша («святое братство»), похоронное сообщество, которое традиционно отвечает за подготовку человека к уходу из жизни и выполнение надлежащих ритуалов сразу после смерти, а также за проведение похорон. Возле тела всегда должен обязательно находиться «охранник» (шо́мер), а в случае с женщиной — «охранница» (шоме́рет). Также возле тела запрещено есть и пить. Члены этого общества совершают ритуал омовения тела, в порядке старшинства присутствующие обливают тело тепловатой водой с головы вниз. Ковши не должны в это время передаваться из рук в руки, после использования их следует ставить на место. Затем тело очищается при помощи платков. Очистив верхнюю часть тела, переворачивают его на левую сторону и очищают правый бок и половину спины, то же самое повторяют с левым боком. Ритуал омовения сопровождается молитвами и чтением псалмов. Тело умершего кладётся на землю. Затем покойного одевают в традиционное погребальное одеяние — тахрихин («саван»), сшитый вручную из белой хлопчатобумажной (не шерстяной) материи и прошитый льняными нитями. Шапка, похожая на высокую ермолку, должна быть 2-слойной, чтобы ею можно было прикрыть лицо умершего. Как на тахрихине, так и на талите («молитвенном покрывале») не должно быть украшений, ничего металлического (золота, серебра, вензелей, значков, пуговиц), нельзя давать это мертвому с собой. Всех евреев, как богатых, так и бедных принято хоронить в этом белом саване, что свидетельствует о равенстве перед смертью. На покойнике также не должно быть каких-либо украшений. Стоит отметить, погибшего или убитого хоронят не в тахрихин, а в той одежде, в которой он встретил смерть. Белье, одежда, платки и другие вещи, каким-либо образом запачканные кровью покойного, кладут на дно пустого гроба и погребают вместе с ним. Всё, что было отрезано или отпало от тела, кладут на дно гроба и также погребают вместе с покойником. Любое перемещение тела осуществляется вперёд ногами.

#### Гроб
Иудаизм не запрещает хоронить умерших в гробу, однако в некоторых местах (например, в Израиле) принято хоронить умерших без гроба. В тех же местах, где принято хоронить в гробу, принято использовать простой деревянный гроб, без украшений, что, как и саван, указывает на равенство всех пред лицом смерти. В дне гроба обычно снимают одну из досок, однако если это невозможно, достаточно, чтобы в гробу была щель длиной в 4 см. Это нужно для того, чтобы тело покойного находилось в непосредственном контакте с землёй, поскольку человек, созданный из праха, должен возвратиться в прах. Положение в гроб умершего у иудеев совершается родственниками. Усопший кладётся на спину, лицо повернуто кверху, руки выпрямлены вдоль туловища, голова лежит на мешочке с землёй Израиля, которой посыпано также тело покойного. Обычно гроб немного приоткрытым у изголовья, покрывается чёрным полотном и ставится ногами к выходной двери. Подобно христианам, иудеи занавешивают все зеркала в доме умершего и ставят в изголовье почившего свечу. Не принято смотреть на тело умершего, поскольку человек создан по подобию Бога, а в мёртвом теле это подобие нарушено, кроме того, родственники должны запомнить покойного таким, каким он был при жизни, а не его посмертный образ.
У иудеев запрещены аутопсия и процедуры бальзамирования. Но тем не менее, бальзамирование являются обязательными в случае выезда из Израиля, так как гроб остаётся открытым и тело погребается в землю.

#### Погребение
Похороны должны состояться вскоре после смерти (обычно в течение суток), так как считается, что душа возвращается к Богу, и тело должно быть возвращено в землю как можно скорее. Нельзя оставлять покойника на ночь, за исключением смерти в субботу или праздник. Быстрые похороны защищают умершего от позора (разложения его тела у всех на глазах). Это также помогает родственникам умершего осознать реальность смерти и быстрее оправиться от утраты. Похороны запрещены во время Шаббата и праздника. Во время похорон в доме умершего читают псалмы и молитвы. Тело покойного при этом не должно оставаться в одиночестве.
Друзья, удостоенные чести нести гроб, должны остановиться 7 раз на дороге, ведущей к месту погребения. В синагоге церемония похорон не проходит, так как она считается домом живых. На кладбище гроб опускается в могилу так, чтобы ноги лежали на Восток. Каждый человек присутствующий на похоронах должен опустить 3 лопаты с землёй в погребальную яму и произнести при этом «да упокоится его (её) душа с миром». Лопата не передаётся из рук в руки следующему участнику похорон, а втыкается в землю, чтобы избежать «передачи смерти». Каждый бросает 3 горсти земли, потом зачитывают Кадиш.
После того, как тело скроется под землёй, члены семьи умершего совершают ритуал разрывания одежды. Они надрывают свою одежду, так, чтобы оголить сердце. Женщины не совершают этот обычай из скромности или только немного надрывают верхнюю одежду. Этот обычай призван дать выход эмоциям, чтобы родственники быстрее оправились от потери. Все участники похорон дожидаются момента, когда могила будет полностью засыпана землёй. Похоронная проповедь произносится раввином. После похорон все моют руки, что является символом очищения, не вытирая их, чтобы символически остаться с усопшим и его семьёй. Похороны в иудаизме обычно обходятся без цветов.
Надгробные памятники у иудеев содержат надписи на иврите, содержащие информацию о покойнике и иногда символ таблиц закона. Обычно записывают лишь дату смерти.

#### Траур
Период между наступлением смерти и погребением называется анинут. В этот период 7 близких родственников: мать, отец, брат, сын, дочь и жена или муж обязаны соблюдать особый ритуал, который помогает им справиться с постигшим их горем.

#### Шива
После погребения все участники похорон возвращаются домой и едят особую трапезу, которая называется сеудат хавраа («товарищеская трапеза»). Эта трапеза символизирует утешение для друзей и соседей. Традиционная часть этой трапезы — сваренные вкрутую яйца, которые своей круглой формой напоминают о чередовании жизни и смерти. Статус родственников покойного — онен («скорбящий») меняется на авель («в трауре») и для них начинается период траура, который называется шива («седмица»), так как длится 7 дней, в течение которых родственники не выходят из дома, в то время как соседи и друзья приносят им пищу. В течение этого времени скорбящие родственники не пользуются косметикой, не моются горячей водой, не бреются и не стригут волосы, так как это считается признаком тщеславия. Им запрещено носить кожаную обувь, есть мясо, пить вино и вступать в половую связь. Зеркала оставляют занавешенными или выносят из дому, чтобы избежать любой формы проявления тщеславия. Они сидят на низких стульчиках или на полу, чтобы выразить своё горе. На седьмой день они начинают постепенно выходить из дома, но в сопровождении друзей или родственников. После окончания семи дней траура они должны посетить службу в синагоге в первый Шаббат.

#### Шелошим
После окончания шивы, начинается ещё один период траура, который называется шелошим («тридцать»). Он продолжается вплоть до тридцатого дня после погребения. В течение этого времени скорбящие родственники возвращаются к своей работе, но не посещают торжественных мероприятий, например, свадьбы и вечеринки. Они не посещают могилу умершего. Эта мера также необходима для того, чтобы они смогли смириться с утратой.

#### Годовщина смерти
Через год после смерти члены семьи собираются возле могилы для установки надгробного памятника. Надгробный памятник играет большую роль для скорбящих, так как он является символом нового начала. Во время установки надгробного памятника читают молитвы. На надгробном памятнике принято писать имя покойного, дату его рождения и дату смерти на иврите, иногда также на местном языке или только на нём. В некоторых общинах принято ставить памятник раньше, например, по окончании месячного или 11-месячного траурного периода, когда заканчивают читать молитву «Кадиш».
Подобно остальным еврейским традициям, еврейские ритуалы, связанные со смертью и похоронами, свидетельствуют об их практичности. Эти ритуалы свидетельствуют о почтении и уважении к мёртвым; с другой стороны, иудаизм не поддерживает чрезмерный траур, поэтому не принято ходить на кладбище в любое время, а только в годовщину смерти или другие подобные даты. Однако, это не строгий запрет, он лишь призван дать человеку возможность служить Богу в радости, что является основной его задачей в этом мире. Это также одна из причин, по которым запрещено строить кладбище в черте города.

### Японские похороны
Ответственность за организацию похорон по обычаю берет на себя старший сын. Похороны в Японии проходят по буддистским обрядам. После смерти губы умершего увлажняют водой. Семейную гробницу укрывают белой бумагой, чтобы уберечь покойного от нечистых духов. Рядом с кроватью умершего ставят небольшой столик, декорированный цветами, благовониями и свечами. На грудь покойного могут положить нож, чтобы также отогнать злых духов.
Тело омывают, а отверстия затыкают хлопком или марлей. Для мужчин последней одеждой служит костюм, а для женщин — кимоно. Хотя иногда кимоно используют и для мужчин, но, в целом, это не особо популярно. Также для улучшения внешнего вида наносят макияж. Затем тело кладут на сухой лед в гроб, туда же помещают белое кимоно, сандалии и шесть монет, для того, чтобы пересечь реку Сандзу; также в гроб кладут вещи, которые покойный любил при жизни (например сигареты или конфеты). Далее гроб устанавливают на алтарь так, чтобы голова смотрела на север или на запад (так преимущественно поступают буддисты, чтобы подготовить душу для путешествия в Западный Рай).
На отпевание люди приходят в чёрном. Гости могут принести в знак соболезнования деньги в специальном конверте. Более того каждый приглашенный гость дарит подарок, стоимость которого составляет половину или четверть денег, которые он преподносит. Близкие родственники могут остаться и отслужить в течение ночи вигилию.
Сами похороны обычно проходят на следующий день после отпевания. Во время церемонии покойному присваивается новое буддийское имя — каймё (яп. 戒名 каймё:). Это позволяет не тревожить душу умершего, когда упоминается его настоящее имя. В конце церемонии, до того, как гроб поместят в украшенный катафалк и отвезут в крематорий, гости и родственники могут возложить к голове и плечам покойного цветы.
В крематории тело помещают на лоток и затем семья наблюдает за тем как оно исчезает в камере. Кремация обычно длится около двух часов и семья обычно возвращается к её окончанию. Затем из родственников выбираются двое, которые с помощью больших палочек перемещают кости из праха в урну (или по некоторым данным, сначала кости передаются из одних палочек в другие, а затем в урну). Это единственный случай, когда в Японии люди касаются палочками одного и того же предмета. Во всех других случаях передача предмета из палочек в палочки будет напоминать окружающим похороны и воспримется как грубейшая бестактность.
Наиболее распространенная форма захоронения в Японии — это семейные могилы. Помимо каменного монумента, они включают в себя место для цветов, фимиам, воду перед монументом и крипту для праха. Имена покойных зачастую, но не всегда, наносят на переднюю часть памятника. Если один из супругов умирает раньше второго, то имя живущего может быть также выгравировано на надгробии, но иероглифами красного цвета, который означает, что он ещё жив. После его смерти и захоронения, красные чернила смываются. Фотографию умершего обычно помещают около семейного алтаря или на нём.
Поминальные службы зависят от местных обычаев.

## Народные традиции

### Традиции славянских народов

#### До христианизации
Основная масса погребений в XI—XIII веках совершалась по обряду ингумации. Умерших хоронили в деревянных колодах и гробах, часто завернув в ткань или кору. В могиле оставляли различные бытовые предметы и украшения, необходимые в загробном мире. Обряд сожжения тел у вятичей и кривичей встречается до XV века. В Повести временных лет Нестор Летописец писал:

…Аще кто умряше, творяху тризно над ним, и по семь творяху кладу велику и взъложахут и на кладу, мертвеца сожьжаху, и посемь собравше кости вложаху в судину малу и поставляху на столпе на путех, еже творять вятичи и ныне…

### Традиции народов мира
Из Авесты известен обряд похорон в V—VII вв. до н. э. в открытых ямах (Персия, Согдиана) с фиксацией верёвками конечностей покойного на кольях — чтобы звери не растащили останки.
Развитые похоронные традиции существовали в античном мире — в Древней Греции и Риме.
Диодор Сицилийский за 30 лет до н. э. сделал запись о галлах: «…при погребении покойников некоторые бросают в погребальный костер письма, написанные для своих умерших ближних, словно покойные будут читать их»
Корнелий Тацит описал похороны у германцев:
«Похороны у них лишены всякой пышности; единственное, что они соблюдают, это — чтобы при сожжении тел знаменитых мужей употреблялись определенные породы деревьев. В пламя костра они не бросают ни одежды, ни благовоний; вместе с умершим предаётся огню только его оружие, иногда также и его конь. Могилу они обкладывают дёрном. У них не принято воздавать умершим почёт сооружением тщательно отделанных и громоздких надгробий, так как, по их представлениям, они слишком тяжелы для покойников. Стенаний и слёз они не затягивают, скорбь и грусть сохраняют надолго. Женщинам приличествует оплакивать, мужчинам — помнить»
На Кавказе, у некоторых народов, с глубокой древности и до XX века, был обряд воздушного погребения.
«Небесное погребение» — основной вид погребения в Тибете и в ряде прилегающих к Тибету районах. Также он называется «раздачей милостыни птицам». Согласно тибетским верованиям, душа покидает тело в момент смерти, а человек на всех этапах жизни должен стараться приносить пользу. Поэтому мёртвое тело скармливается птицам как последнее проявление благотворительности. … Именно такой способ погребения многие тибетцы по сей день считают для себя единственно возможным.
Калмыки тела покойников просто обыкновенно выбрасывали в степь в безлюдных местах. И только в конце XIX века по многочисленным просьбам и требованиям русских властей они наконец-то начали закапывать мертвецов в землю.